# Хичкок, Патриция
Патриция Хичкок О’Коннелл (англ. Patricia Hitchcock O'Connell, МФА: [pəˈtrɪʃə hɪtʃˈkɔk]; 7 июля 1928, Лондон, Англия — 9 августа 2021, Таузанд-Окс, Калифорния) — англо-американская актриса, единственная дочь Альфреда Хичкока.

## Биография
Патриция Хичкок родилась в Лондоне в июле 1928 года и стала единственным ребёнком в семье кинорежиссёра Альфреда Хичкока и его супруги киномонтажёра Альмы Ревиль. В марте 1939 года её семья покинула Великобританию и обосновалась в Лос-Анджелесе.
Патриция с детства мечтала стать актрисой. В начале 1940-х годов она начала впервые выступать в театре и принимать участие в открытых летних постановках. В 1942 году она дебютировала на Бродвее в постановке «Одинокий» (англ. Solitaire), а спустя два года вновь туда вернулась в пьесе «Виолет».
В 1947 году, после окончания высшей школы Мэримонт в Лос-Анджелесе, Хичкок была принята в престижную Королевскую академию драматического искусства в Лондоне, вместе с чем начала театральную карьеру на сценах британской столицы. В 1949 году её родители прибыли в Лондон для съёмок фильма «Страх сцены», ставшим первой британской картиной Хичкока после иммиграции в США. Патриция вплоть до их прибытия не знала, что отец приготовил для неё одну из ролей в этом фильме, который стал дебютным в её кинокарьере. Также из-за сходства с актрисой Джейн Уайман, исполнившей главную роль в этом фильме, Патриция выступила в качестве её дублёра в опасных сценах. В дальнейшем Хичкок снялась ещё в двух картинах отца: «Незнакомцы в поезде» (1951) и «Психо» (1960). Помимо этого она также исполнила небольшие роли в фильме Жана Негулеско «Жаворонок в грязи» (1950) с Айрин Данн в главной роли и знаменитом блокбастере «Десять заповедей» (1956) Сесиля Б. Де Милля.
17 января 1952 года Патриция Хичкок вышла замуж за Джозефа О’Коннела-младшего, бракосочетание с которым состоялось в соборе Святого Патрика в Нью-Йорке. От Джозефа Патриция родила трёх дочерей — Мэри Алму Стоун (род. 17 апреля 1953), Терезу Карруббу (род. 2 июля 1954) и Кэтлин Фиалу (род. 27 февраля 1959). Джозеф О’Коннел-младший умер 21 января 1994.
В последующие годы своей актёрской карьеры Хичкок довольно мало снималась в кино, в основном работая на телевидении, где у неё были роли в сериалах «Альфред Хичкок представляет», «Жизнь Райли», «Моя маленькая Мардж», «Театр 90» и «Подозрение». Последний раз на экранах она появилась в 1978 году в фильме «Скейтборд».
Патриция Хичкок является автором предисловия биографической книги «Шаги в тумане: Сан-Франциско Альфреда Хичкока» (2002), для которой она также предоставила ряд семейных фотографий. В 2003 году в соавторстве с историком кино Лореном Бужеро она опубликовала книгу «Алма Хичкок: Женщина за мужчиной, в которой рассказывается о её матери.
В последнее время Патриция Хичкок проживала в калифорнийском городе Солвенг. Умерла 9 августа 2021 года. Похоронена на кладбище Вэлли-Окс в Уэстлейк-Виллидж.